# Friedrich-List-Denkmal (Dresden)

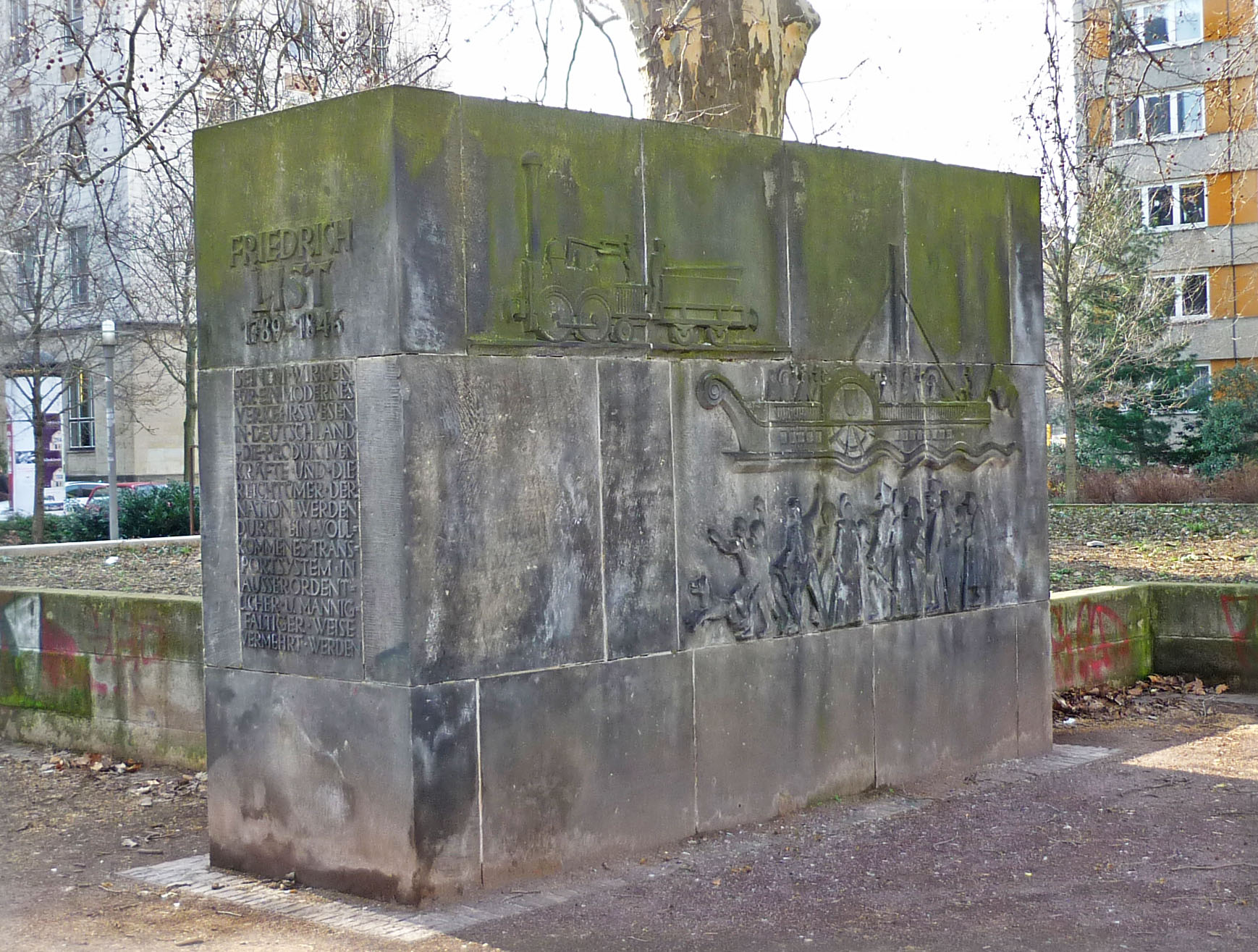
Friedrich-List-Denkmal

Das Friedrich-List-Denkmal ist ein Denkmal am Friedrich-List-Platz in der Dresdner Südvorstadt östlich vom Hauptbahnhof zu Ehren des Schöpfers der deutschen Nationalökonomie und der Liberalisierung der deutschen Wirtschaft sowie eines der Mitgründer des Deutschen Zollvereins und des Hauptinitiators des deutschen Eisenbahnwesens.

## Standort
Das Friedrich-List-Denkmal wurde aus Anlass seines 175. Geburtstages im Jahr 1964 vom Dresdner Beirat für bildende Kunst im Stadtrat beschlossen. Es sollte auf dem im Jahr 1962 in Friedrich-List-Platz umbenannten Platz vor der nach 1945 neu aufgebauten Technischen Hochschule mit der Fakultät für Wirtschafts- und Verkehrswissenschaften errichtet werden. Ebenfalls im Jahr 1962 erhielt sie den Ehrennamen Hochschule für Verkehrswesen Friedrich List. Im Jahr 1992 wurde die Fakultät der Verkehrswissenschaften Friedrich List in die TU Dresden aufgenommen. Heute ist die Hochschule für Technik und Wirtschaft Dresden – Hochschule für angewandte Wissenschaften in den Gebäuden integriert. Auf dem Vorplatz entstand eine parkähnliche Anlage mit Bäumen und Sträuchern. Auf diesem Vorplatz befindet sich seit 1964 das Friedrich-List-Denkmal.

## Denkmal-Entwurf
Der Entwurf des Dresdner Bildhauers Wilhelm Landgraf (1913–1998) überzeugte die Ratsherren. Das aus Gips gefertigte Modell des Reliefs sollte die Entwicklung des Transportwesens in der Geschichte und der nahen Zukunft darstellen. Landgraf zeigt mit der Abbildung der ersten deutschen Dampflokomotive Saxonia und des ersten Elb-Dampfschiffs Königin Maria, beide von Johann Andreas Schubert (1808–1870) entworfen und gebaut, den Beginn des Verkehrswesens. Die andere Seite ist dem modernen Fortschritt mit Raketenstartrampe und düsengetriebenen Flugzeugen gewidmet. Die Stirnseite würdigt das Lebenswerk Friedrich Lists. Die Inschrift lautet: „Sein Wirken für ein modernes Verkehrswesen in Deutschland, die produktiven Kräfte und die Reichtümer der Nation werden durch ein vollkommenes Transportsystem in außerordentlicher und mannigfaltiger Weise vermehrt werden.“

## Ausführung
Nach Unterzeichnung des Werkvertrages 17/64 am 20. Mai 1964 wurden Sandsteine aus der Sächsischen Schweiz in Blockform auf ein vorbereitetes Fundament im Verband verlegt. Anschließend setzten die Bildhauer der Bildhauerwerkstatt Werner Hempel den Entwurf in traditioneller Art mit Meißel und Schlägel um. Im September 1964 nahm der Kulturbeirat der Stadt Dresden das Denkmal ab und enthüllte es feierlich. Die Kosten betrugen 15.000 DDR-Mark. Nach 1990 wurde das Denkmal Opfer von Graffiti-Sprayern und es musste mehrmals gereinigt werden. Der jetzige Zustand zeigt deutlich, dass eine Restaurierung notwendig wäre. Durch ausgebrochene Fugen ist Wasser eingedrungen und schadet dem Sandstein.

Friedrich-List-Denkmal
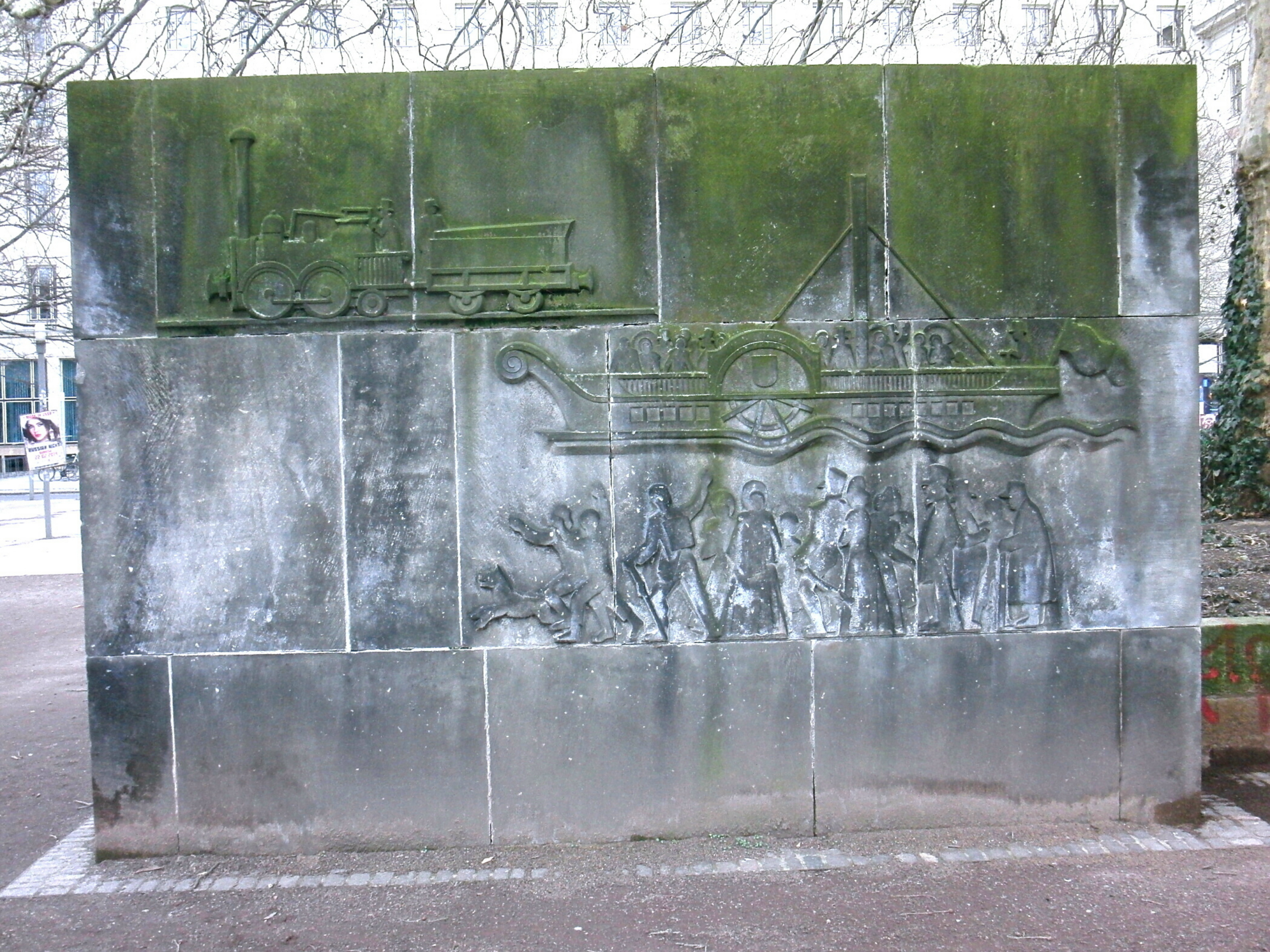
Rechte Seite
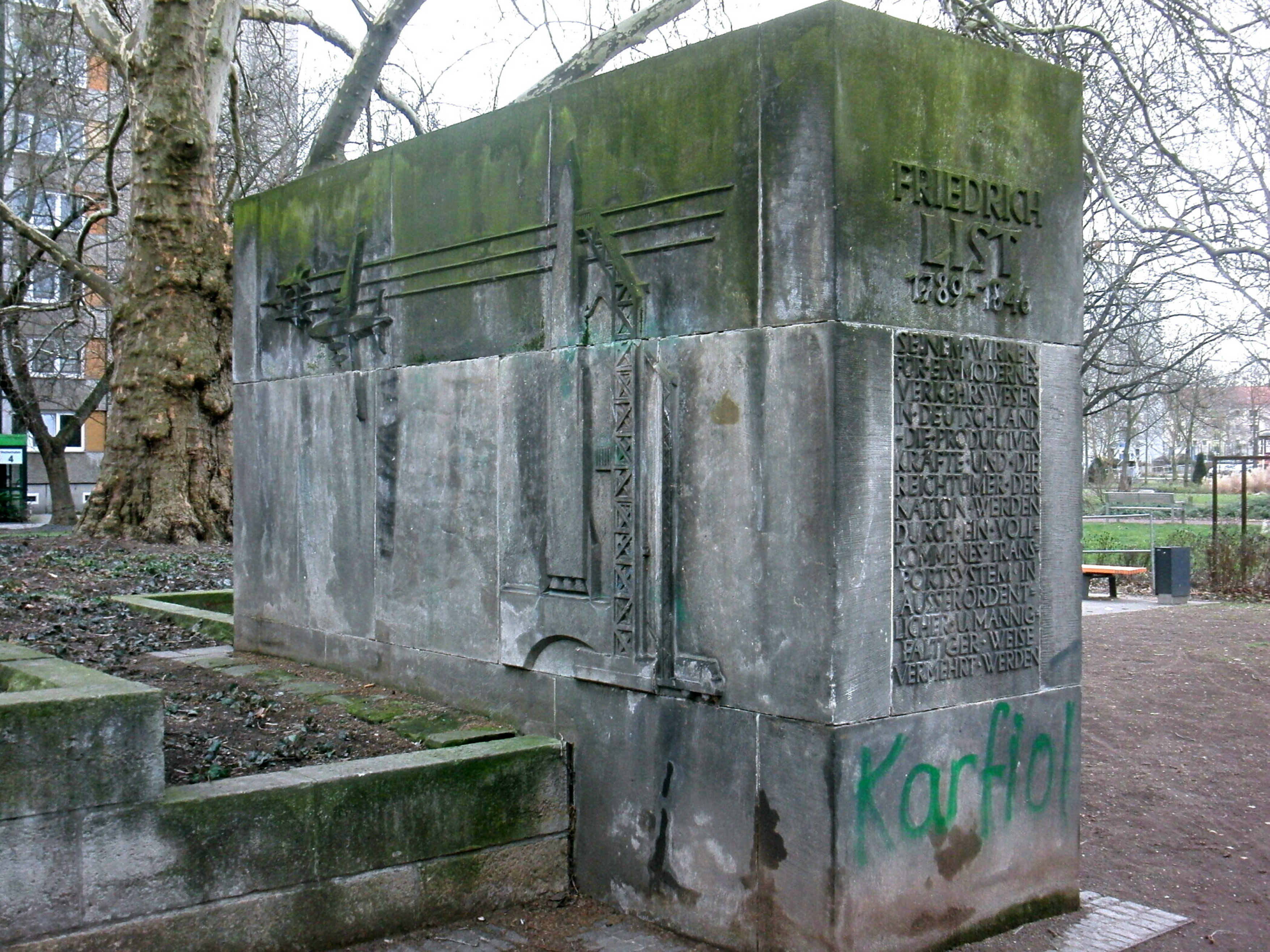
Linke Seite
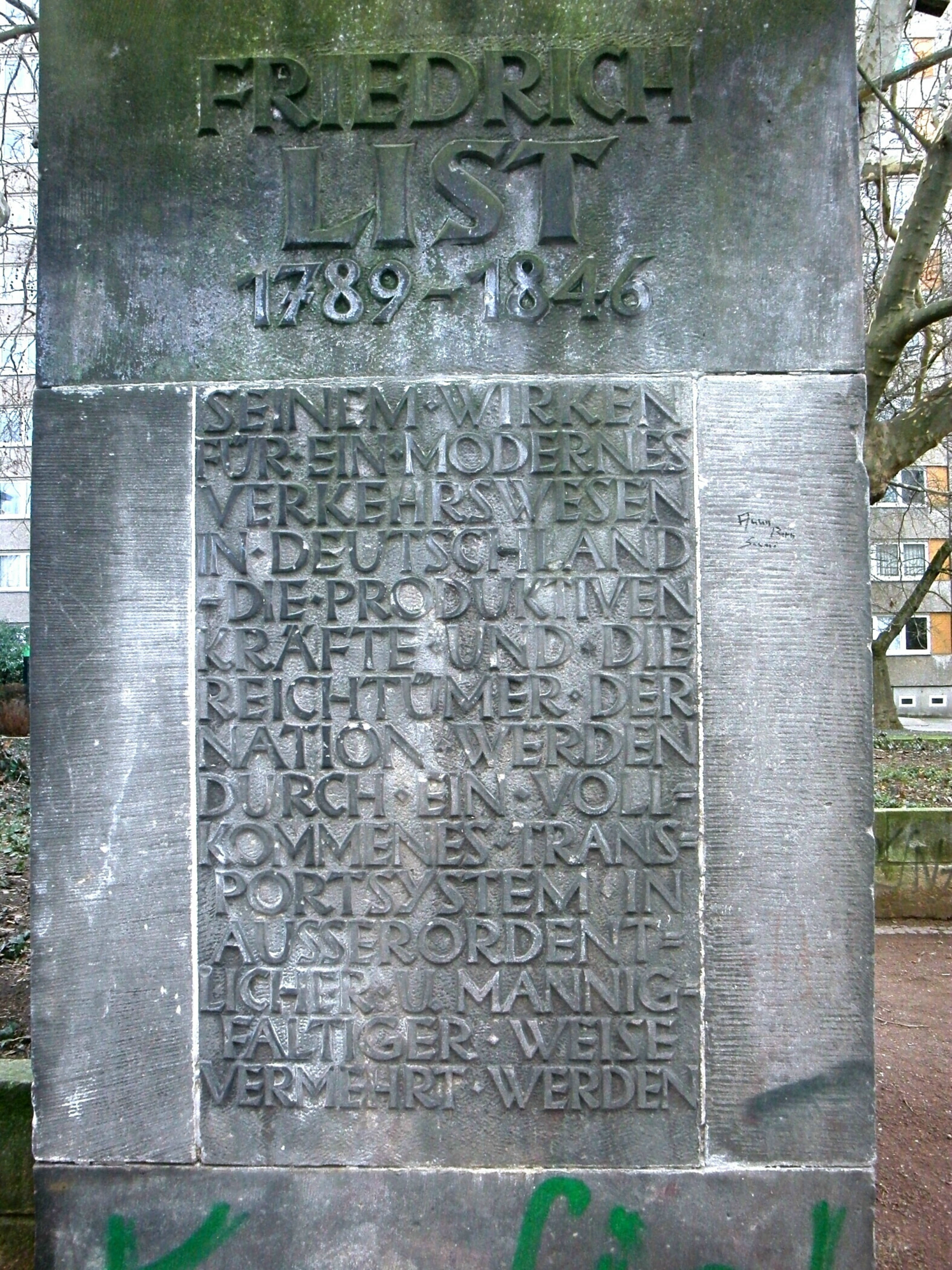
Stirnseite
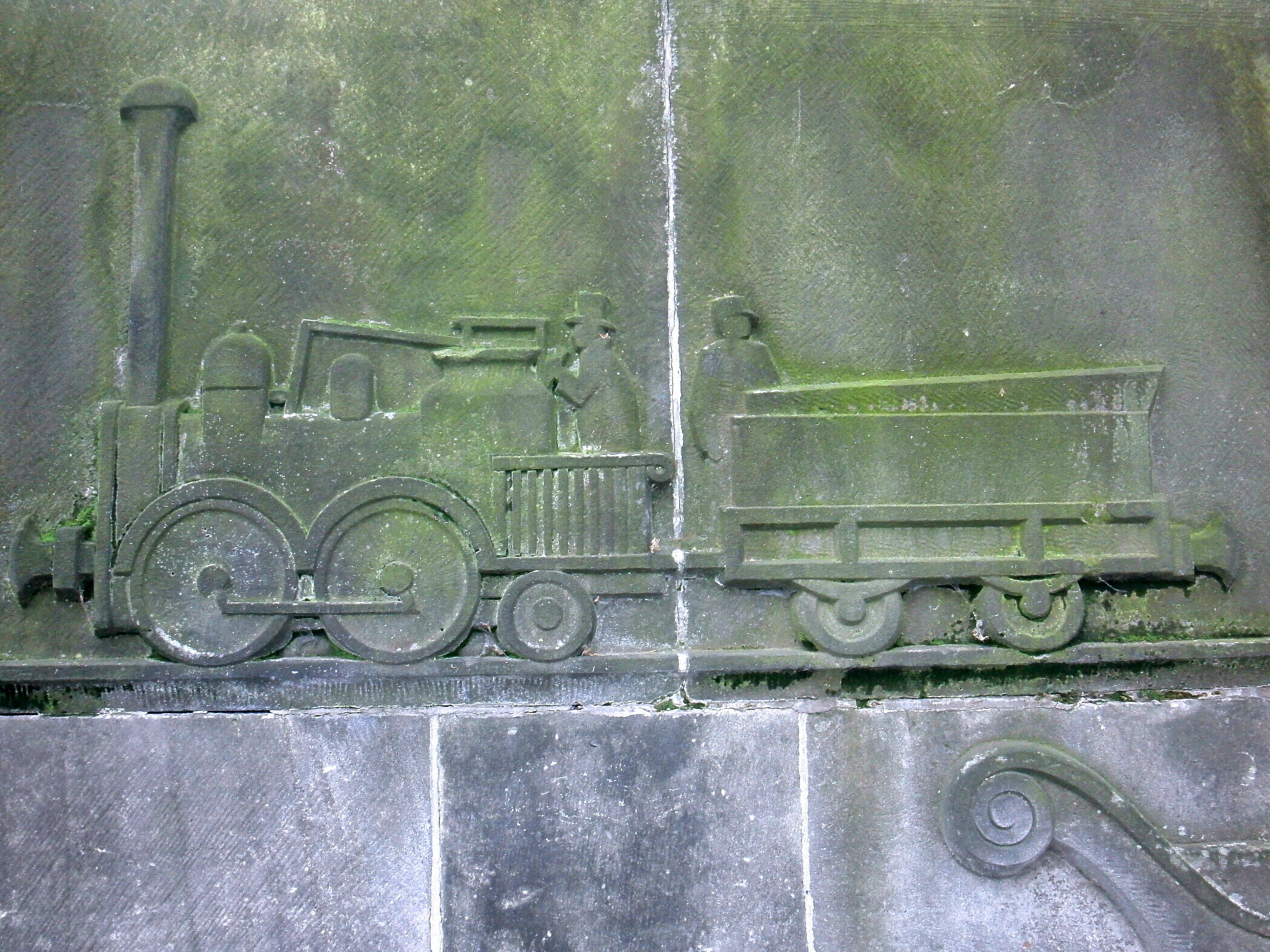
Detail: Saxonia
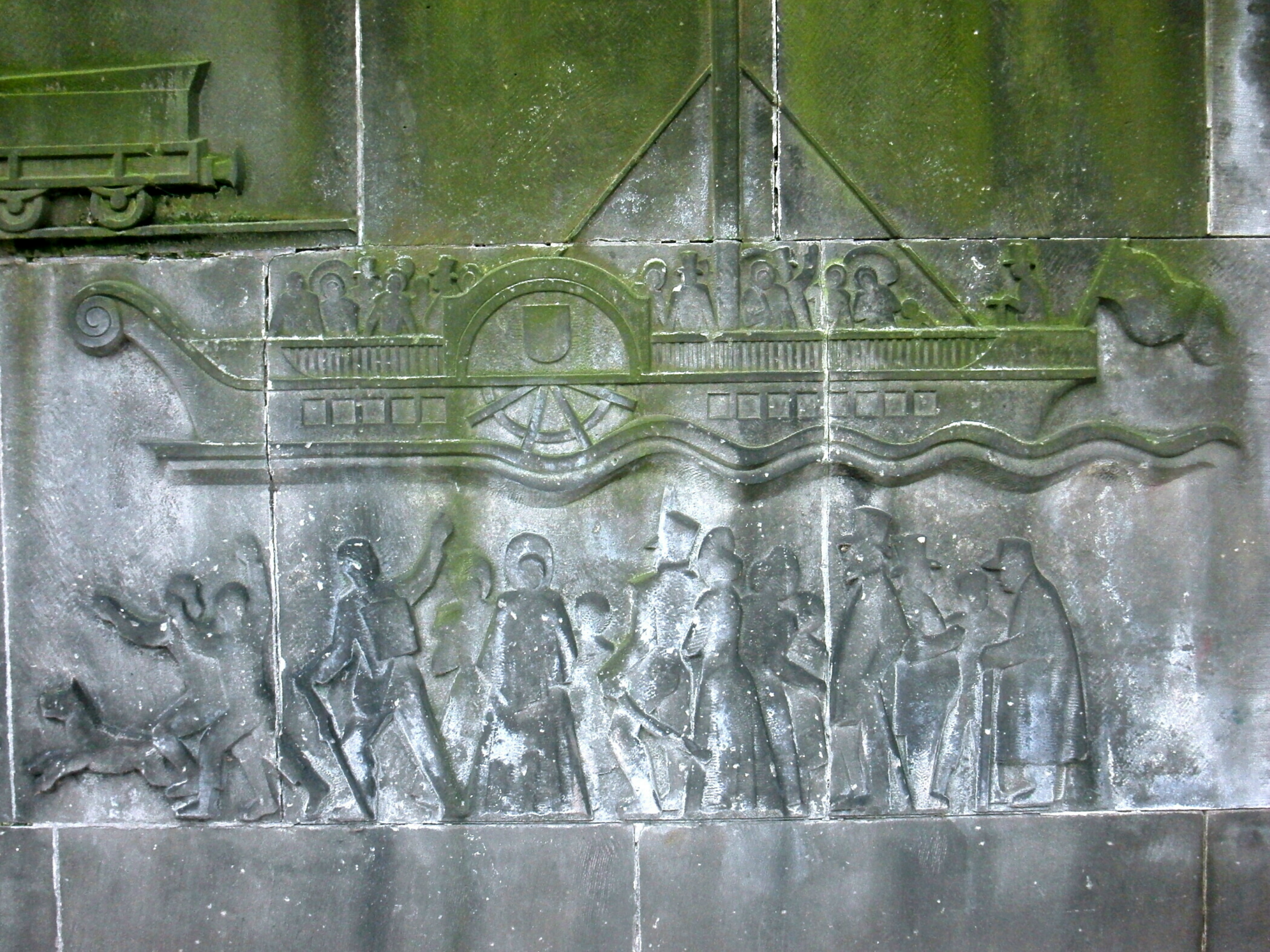
Detail: Dampfschiff „Königin Maria“
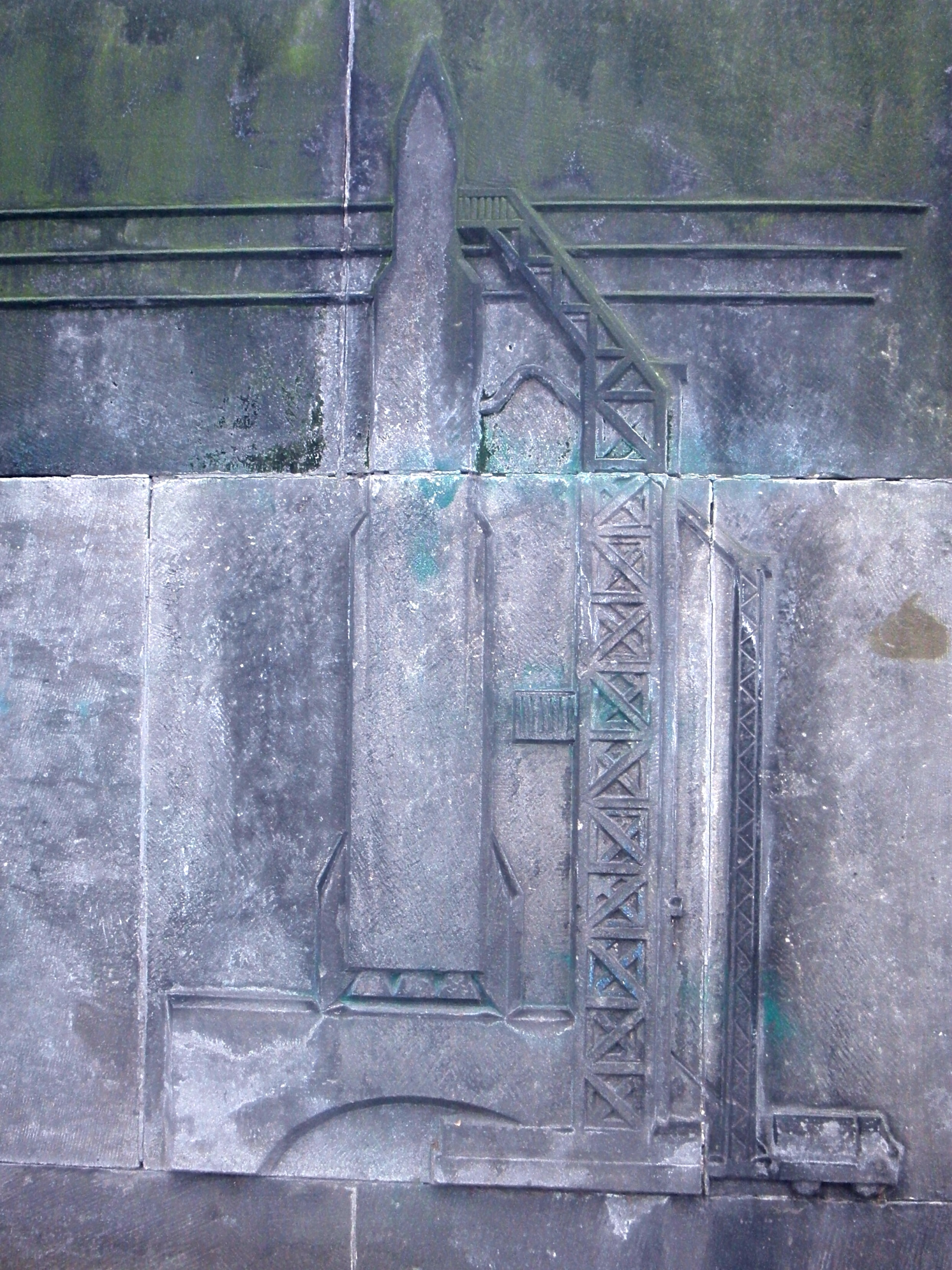
Detail: Raketenstartrampe
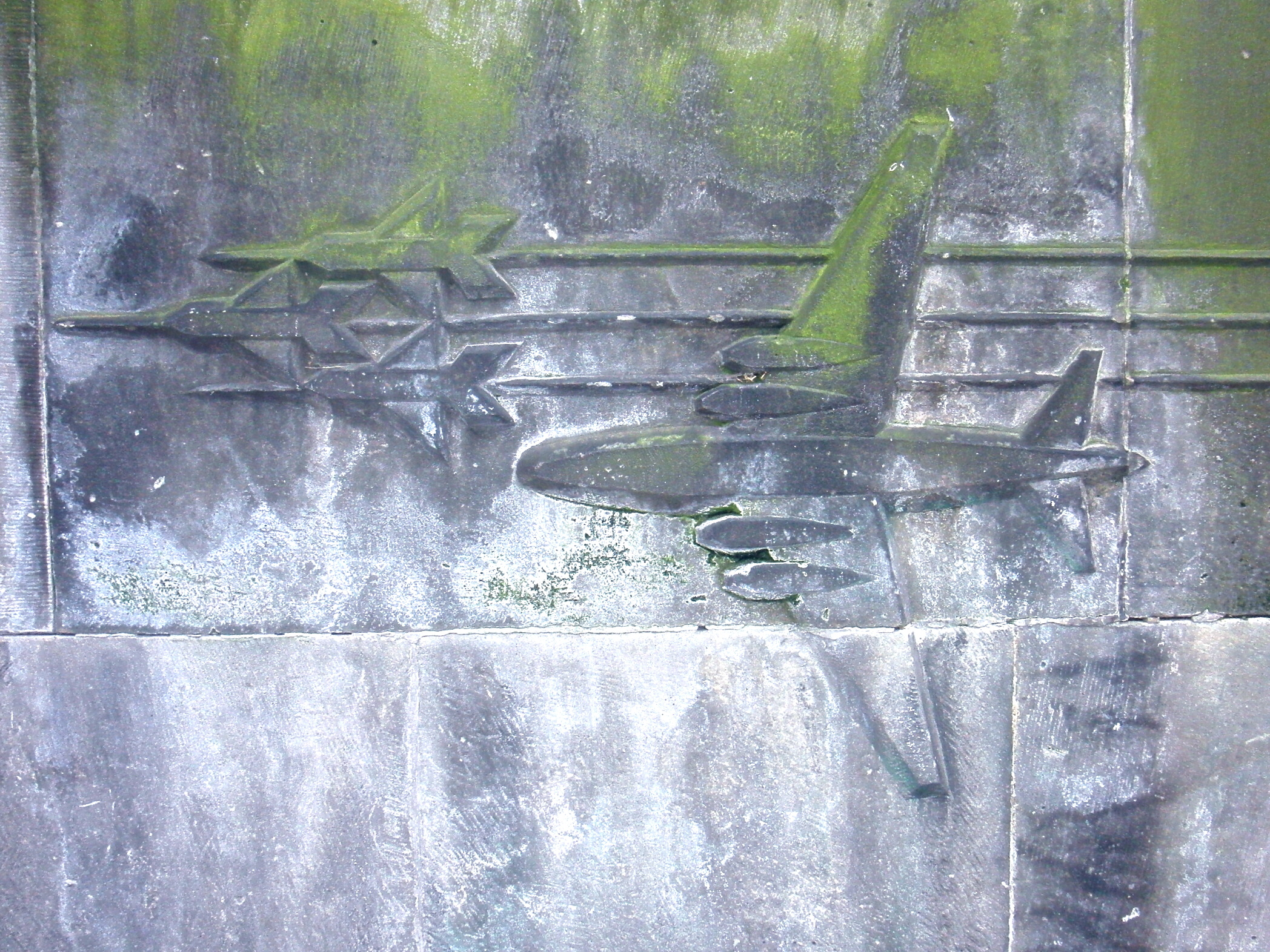
Detail: Düsenflugzeuge
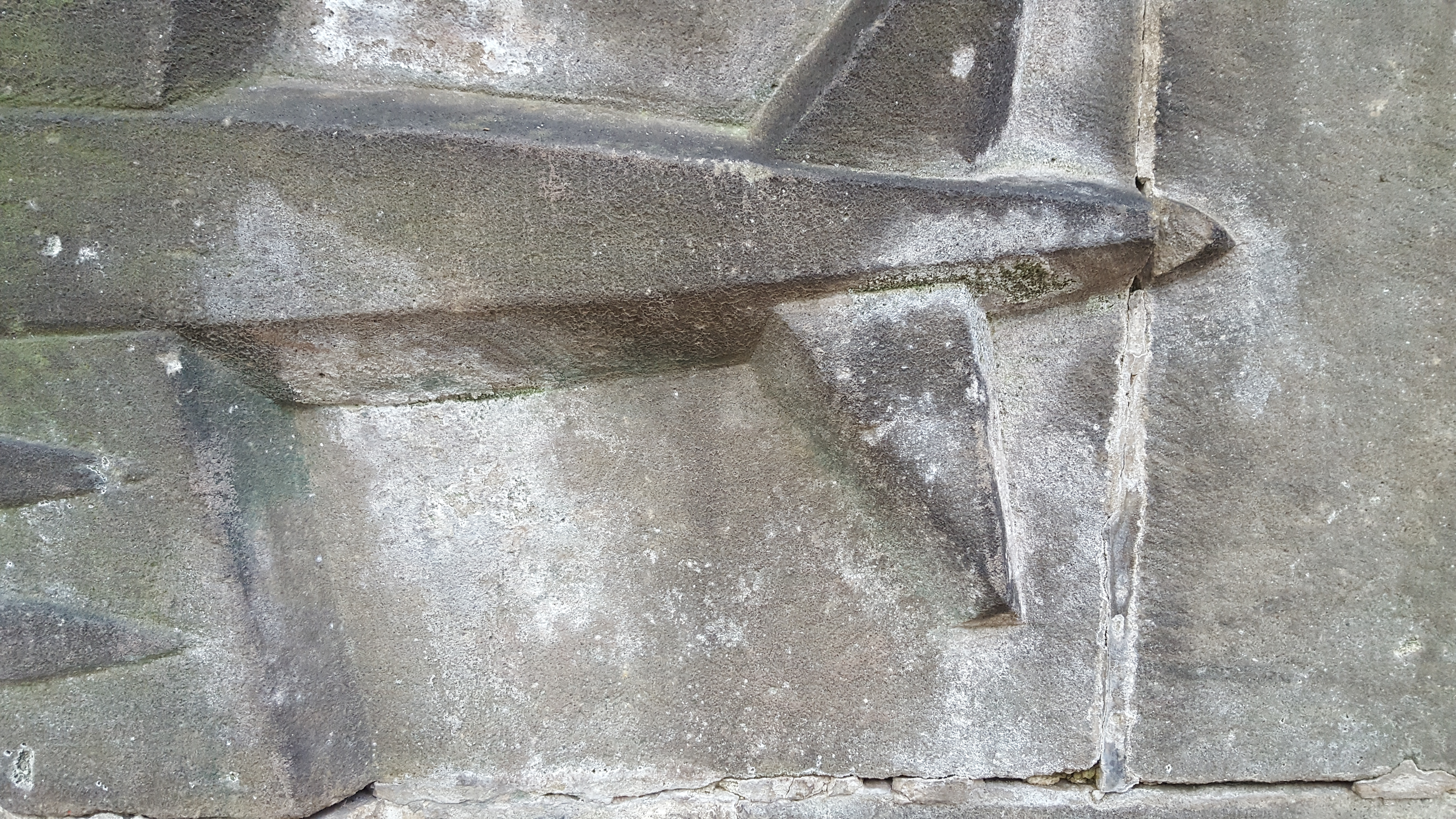
Zustand Sept.2018
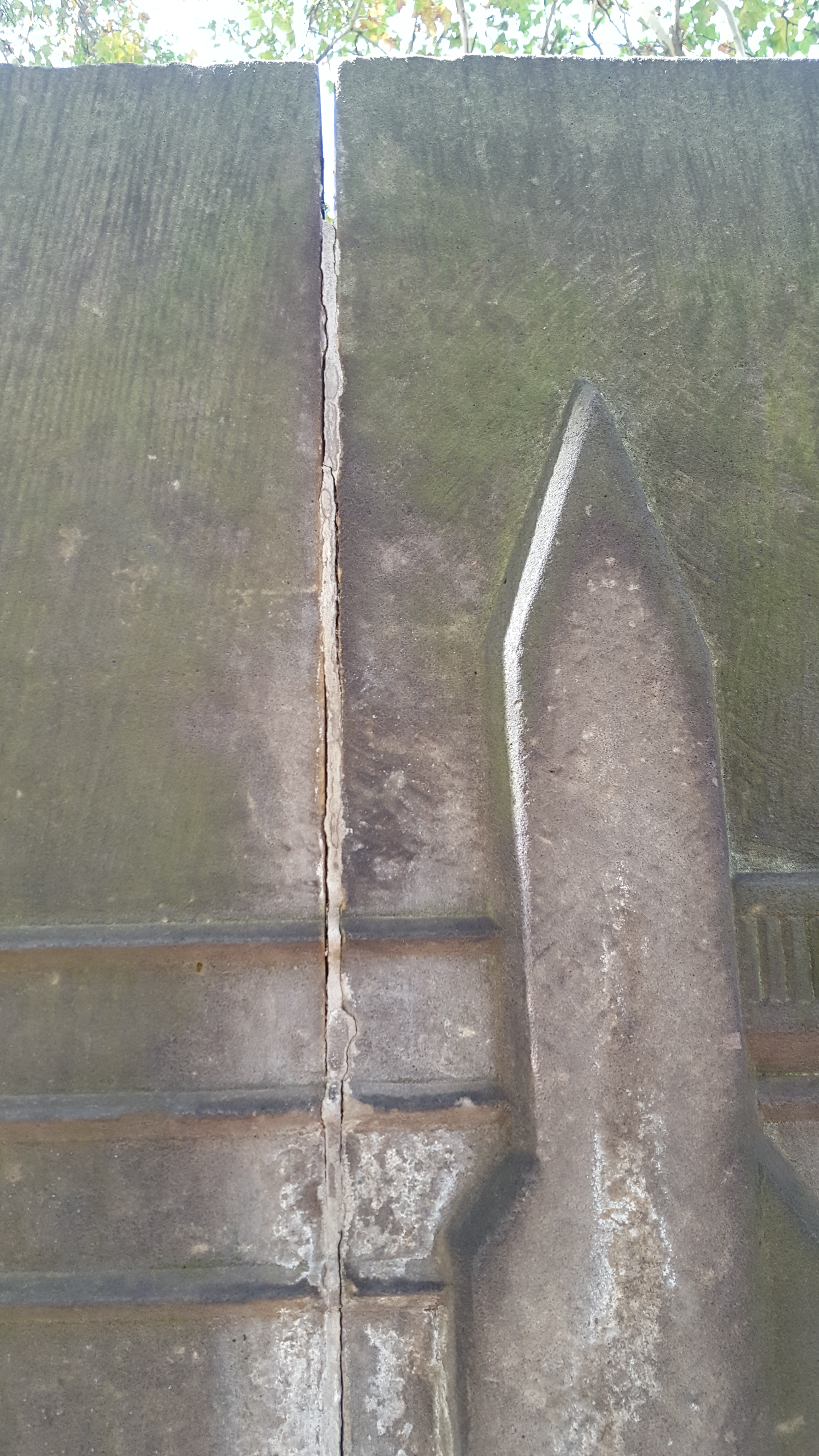
Zustand Sept.2018